# Publicación de acceso abierto

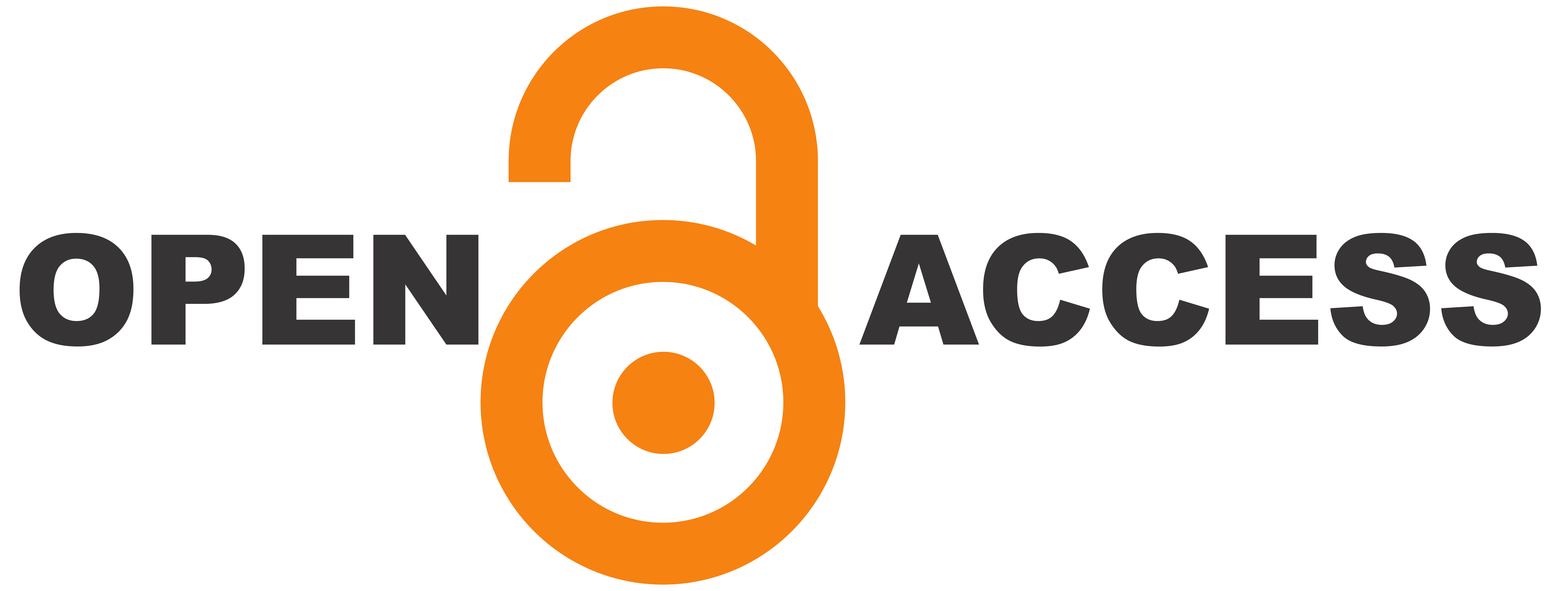
Logo del Open Acces Project, diseñado por la Public Library of Science

Las publicaciones de acceso libre son revistas académicas que están disponibles en línea para el lector, "sin barreras económicas, legales o técnicas distintas de las inseparables de acceder a la propia Internet". Algunas están subvencionadas, y otras requieren un pago en beneficio del autor. Las revistas subvencionadas están financiadas por una institución académica, sociedad científica o un centro de información del gobierno, las que requieren pago suelen ser financiadas por el dinero puesto a disposición de los investigadores para la investigación por una institución pública o privada, organismo de financiación o como parte de una beca de investigación. También se han producido varias modificaciones en las revistas de acceso libre que tienen naturaleza considerablemente diferente: publicaciones de acceso abierto híbrido y publicaciones de acceso abierto diferido.
Las publicaciones de acceso abierto (a veces llamadas "camino de oro hacia el acceso abierto") son uno de los dos métodos generales para proporcionar acceso abierto. El otro (a veces llamado el "camino verde") es auto-archivar en un depósito. Los editores de revistas de acceso abierto trabajan para lo que se conoce como "editoriales de acceso abierto".

## Clasificación de publicaciones de acceso abierto
En sentidos sucesivamente más flexibles, las publicaciones de acceso abierto pueden ser consideradas como:
- Publicaciones de acceso enteramente abierto
- Publicaciones con acceso abierto a los artículos de investigación (publicaciones de acceso abierto híbrido)
- Publicaciones con acceso abierto a algunos artículos de investigación (publicaciones de acceso abierto híbrido)
- Publicaciones con acceso abierto a algunos artículos y a otros con acceso diferido.
- Publicaciones con acceso diferido (publicaciones de acceso diferido)
- Publicaciones que permiten autoarchivar artículos.

## Financiación de publicaciones de acceso abierto
Las publicaciones de acceso abierto se dividen en aquellas que cobran tasas de publicación y las que no lo hacen.

### Publicaciones de acceso abierto no gratuito
Las publicaciones de acceso abierto no gratuito requieren un pago en beneficio del autor. El dinero puede provenir del autor, pero más a menudo proviene de la beca de investigación del autor o por las personas para las que trabajan. En caso de dificultades económicas, muchas revistas renuncian la totalidad o parte de la tasa (generalmente, esto incluye los casos en que los autores proceden de un país en vías de desarrollo). Las publicaciones que cobran una tasa de publicación normalmente toman varias medidas para asegurar que los editores que realicen la revisión por pares desconozcan si los autores han solicitado o se les ha concedido la exención del pago, o se aseguran de que cada artículo sea aprobado por un editor independiente que no tenga interés económico en la revista. Este tipo de revistas forman parte de la denominada Vía dorada del acceso abierto

### Publicaciones de acceso abierto gratuito
Las publicaciones de acceso abierto gratuito utilizan una variedad de modelos de negocio. Se distinguen entre las revistas de acceso libres puras en las que tanto la publicación como el acceso son totalmente gratuitos y que forman parte la de denominada Vía diamante o Vía platino del acceso abierto, y por otro lado, las revistas híbridas y que combinan artículos de acceso por suscripción y otros de acceso abierto. También se da la práctica de los artículo de Vía de Bronce que son aquellos artículos que son de acceso gratuito durante un tiempo limitado o que son de libre lectura en las páginas de los editores, pero sin licencia abierta explícita. Según lo resumido por Peter Suber: "Algunas publicaciones de acceso abierto gratuito tienen una subvención directa o indirecta de instituciones como universidades, laboratorios, centros de investigación, bibliotecas, hospitales, museos, sociedades científicas, fundaciones o agencias gubernamentales. Algunas publicaciones obtienen los ingresos a través de una línea separada de las publicaciones gratuitas. Otros los obtienen a través de anuncios publicitarios, servicios auxiliares, cuotas de para convertirse en miembro, donaciones, reimpresiones, o una edición impresa o premium. Otros se basan,  en mayor medida que otras publicaciones, en el voluntariado. Y otros, sin duda, utilizan una combinación de estos medios. "
Para más detalles, ver la lista de Modelos de negocio de acceso abierto en el Directorio de Acceso Abierto.

## Debate
El acceso abierto es un tema muy discutido entre académicos, bibliotecarios, administradores universitarios, funcionarios del gobierno, editoriales comerciales, y editores de sociedades científicas. Hay un desacuerdo considerable sobre el concepto de acceso abierto, junto con mucho debate y discusión sobre los aspectos económicos de la financiación de un sistema de acceso abierto de comunicación académica.
Las reacciones de los editores de publicaciones de acceso abierto varían desde el entusiasmo por un nuevo modelo de negocio con experimentos en los que se ofrezca tanto acceso abierto o tan gratuito como sea posible hasta la presión en contra de las proposiciones de acceso abierto. Hay muchos nuevos editores que empiezan a funcionar como publicaciones de acceso abierto, siendo Biblioteca Pública de la Ciencia (PLOS) el ejemplo más conocido.

### A favor
Los que abogan por el acceso abierto creen que la principal ventaja del acceso libre es que el contenido está disponible para los usuarios de todo el mundo independientemente de su afiliación con una biblioteca. Con ello se pretende beneficiar a:
- Autores: de estos artículos, cuyos trabajos serán más leídos, más citados, y estarán mejor integrados en la estructura de la ciencia[7]
- Los lectores académicos: en general en las instituciones que no pueden pagar las publicaciones, o cuando la publicación está fuera de alcance.
- Investigadores: en las instituciones más pequeñas, donde la biblioteca no puede permitirse adquirir la publicación.
- Los lectores que: en general, que son quienes puedan estar interesados en el tema
- El público en general: que tendrá la oportunidad de ver lo que es la investigación científica.
- Los contribuyentes: que verán los resultados de las investigaciones que ellos han subsidiado a través del pago de impuestos[8]
- Los pacientes y los cuidadores: que podrán mantenerse al día de la investigación médica

### En contra
Existe, por otro lado, cierto número de objeciones:
- El acceso abierto es innecesario[cita requerida].
- El acceso abierto es muy poco práctico para ser implementado [cita requerida].
- Los muchos campos de investigación tienen pocos o ninguna buena publicación de acceso abierto[9]
- El modelo en el que el autor paga obstruye el intercambio libre y abierto de los resultados científicos[10][11]

Los opositores del modelo de acceso abierto afirman que el modelo de pago por el acceso es necesario para asegurar que el editor recibe una compensación adecuada por su trabajo. Editores de revistas académicas que apoyan el pago por el acceso afirmación de que el papel que ellos desempeñan de  "guardianes", manteniendo la reputación académica, la organización de las revisiones por pares y la edición e indexar los artículos requieren recursos económicos que no son suministrados en virtud de un proceso de modelo de acceso abierto. Los opositores afirman que el acceso abierto no es necesario para garantizar un acceso equitativo a las naciones en desarrollo, la discriminación de precios, o la ayuda financiera de los países desarrollados o las instituciones pueden hacer que el acceso a las revistas sea asequible.

## Ventajas e inconvenientes de las variantes
La principal ventaja de las revistas de acceso abierto es que todo el contenido está disponible para los usuarios de todo el mundo independientemente de su afiliación a la biblioteca con la que se encuentre suscrito. En contraste, con un archivo propio, sólo algunos de los artículos de revistas están disponibles, y no es posible que el lector sepa cuales pueden ser.
La principal motivación para la mayoría de los autores a publicar en una revista de acceso abierto es el incremento de la posibles lectores y por consecuencia una mayor citación. Las citas de los artículos de investigación en una revista de acceso abierto híbrido ha mostrado que los artículos de acceso abierto se citan con mayor frecuencia o antes que los que no tienen acceso abierto.
En el caso de publicaciones de acceso abierto no gratuito, los autores o bien necesitan tener un patrocinador (por ejemplo, un donante o la empresa para la que trabajan) que paguen en su nombre, o pagar personalmente la tasa de publicación.

## Problemas y proyectos actuales

### Identificación de publicaciones de acceso abierto y los artículos en ellas
Existen varios directorios importantes de revistas de acceso abierto, en particular: Directory of Open Access Journals (DOAJ), SciELO, Open J-Gate y e-Revistas, plataforma de revistas iberoamericanas en acceso abierto.
Cada uno tiene sus propias normas especiales para el contenido de las publicaciones
Los artículos en las revistas de acceso abierto más importantes se incluyen en la base de datos bibliográfica indexada temáticamente, como por ejemplo PubMed. Las que se establezcan durante un tiempo suficiente como para tener un factor de impacto, y que reúnan los requisitos, pasarán a ser Web of Science y Scopus. DOAJ incluye la indexación de los artículos individuales de algunas pero no todas de las muchas revistas que incluye.

### Proyectos de envergadura en publicaciones de acceso abierto
Los pioneros en publicaciones de acceso abierto en el ámbito biomédico fueron las revistas, como BMJ, Journal of Medical Internet Research y Medscape, que se han creados, o dieron libre acceso, a su contenido en los años 90. BioMed Central, es una publicación sin ánimo de lucro que cuenta ahora con decenas de artículos de acceso abierto y que publicó su primer artículo en el año 2000. La Public Library of Science PLOS (Biblioteca Pública de Ciencia) lanzó su primera publicación de acceso abierto PLoS Biology en 2003, PLoS Medicine en 2004 y PLoS ONE en 2006.

## Historia
Muchas publicaciones se subvencionan desde los inicios de la publicaciones científicas. Es común en los países desarrollados en el ámbito de la educación superior y centros de investigación que se subvencionen las publicaciones de los investigadores científicos y académicos de la nación, e incluso para proporcionar a los demás que publiquen en tales revistas, para darles prestigio y visibilidad. Estas subvenciones han sido a veces parciales, para reducir el precio de suscripción, o totales para aquellos lectores de los propios países, pero ahora son a menudo universales.
Las primeras revistas libres (que con el tiempo se empezaron a llamar "publicaciones de acceso abierto"), que eran únicamente digitales, se publicaron en Internet a finales de 1980 [cita requerida]. Entre ellos se encontraban: Bryn Mawr Classical Review, Postmodern Culture, Psycoloquy y The Public-Access Computer Systems Review.
En 1998 se creó una de las primeras publicaciones de acceso abierto sobre medicina: la revista Journal of Medical Internet Research (JMIR) cuya primera edición se publicó en 1999. El Diario de Radiología Quirúrgica utiliza uno de los modelos más singulares puesto que invierte los beneficios netos de sus ingresos externos en indemnizar a los editores por sus continuados esfuerzos.
Una de las primeras publicaciones en línea, GeoLogic, TerraNova, publicada por Paul Browning y e iniciada en 1989, no era una revista, sino una sección electrónica de Terranova. El acceso abierto se detuvo en 1997 debido a un cambio en la política de los editores (EUG) y la editorial (Blackwell).
La primera revista científica de acceso abierto española fue la revista RELIEVE-Revista de investigación y evaluación educativa que se editó el 20 de julio de 1994. Además es probablemente la primera revista científica de acceso abierto editada en español.

## Punto sin retorno
La tendencia general a posibilitar el acceso gratuito de los lectores a los resultados de la investigación —el denominado «acceso abierto»— ha sido confirmada en un estudio financiado por la Comisión Europea. El estudio indica que el acceso abierto está alcanzando un punto sin retorno, con cerca del 50 % de los trabajos científicos publicados en 2011 accesibles ahora gratuitamente. Ese porcentaje representa alrededor del doble del nivel estimado en estudios anteriores, lo que se explica por el uso de una mejor metodología y de una definición más amplia del «acceso abierto». El estudio, que se centra en la UE y en algunos países vecinos, así como en Brasil, Canadá, Japón y Estados Unidos de América, señala también que más del 40 % de los artículos científicos revisados por pares y publicados en todo el mundo entre 2004 y 2011 se encuentra hoy disponible en línea en régimen de acceso abierto. En 2013, Perú y Argentina han sancionado leyes que exigen que todas las publicaciones científicas financiadas con fondos públicos sean de acceso abierto.

## Más lecturas
- Open access journal business models. A community-edited list at the Open Access Directory.
- Okerson, Ann & James O'Donnell (Eds.) Scholarly Journals at the Crossroads; A Subversive Proposal for Electronic Publishing. Washington D. C., Association of Research Libraries, June 1995.
- Willinsky, John. The Access Principle: The Case for Open Access to Research and Scholarship (Cambridge, MA: MIT Press, 2006). Open Access Copy
- Bergstrom, Theodore C.; Carl T. Bergstrom (2 de mayo de 2004). «Will open access compete away monopoly profits in journal publishing?». Archivado desde el original el 16 de mayo de 2008. Consultado el 20 de julio de 2008.

### Lista de publicaciones multidisciplinares de acceso abierto
- Die Elektronische Zeitschriftenbibliothek (English version) (EZB)
- J-STAGE - Japanese journals; not all content is open access
- Genamics JournalSeek
- LivRe!
- Journals4Free - Journals4Free is a directory of full or partial open access journals (i.e., with an embargo period). Results may be limited to titles included in PubMed, Scopus, and ISI databases.
- JURN directory (arts & humanities ejournals)
- Open Access Journals Search Engine (OAJSE)
- Revistas CSIC, Scientific Journals published by CSIC, España
- Univ. of Nevada Collection of Free Electronic Journals
- Directory of Open Access Journals
- Revistas SeDiCI, Scientific Journals by SeDiCI, Universidad Nacional de La Plata, Argentina

### Publicaciones de acceso abierto de temas específicos
- Alphabetical list of Open Access Journals in Ancient Studies
- ABC-Chemistry: Directory of Free Journals in Chemistry
- Open Access Journals in the Field of Education Archivado el 11 de abril de 2012 en Wayback Machine. (American Education Research Association)
- Geoscience e-Journals
- Free full text articles of human pathology from IJCEP
- Frontiers
- Perspectivia.net
- Open Access Journals in East Asian Studies
- Directory of full-text open journals in business research
- Directory of Open Access Ophthalmology and Vision Science Journals (enlace roto disponible en Internet Archive; véase el historial, la primera versión y la última).
- International J. of Renewable Energy Research-IJRER

- Datos: Q773668